# Golcowka
Golcowka (ros. Гольцовка) – rzeka w Rosji, w południowo-zachodniej części półwyspu Kamczatka, lewy dopływ rzeki Bolszaja, do której wpada 58 kilometrów przed jej ujściem do Morza Ochockiego. Wypływa ze zbocza góry Golcowka w masywie Sriedinnyj Hriebiet; jej długość wynosi 69 km, powierzchnia jej zlewiska – 536 km². W górnym swoim biegu nosi nazwę Dalniaja Golcowka (ros. Дальняя Гольцовка).
Bieg Golcowki w dolnym jej biegu, na nizinach zachodniej Kamczatki, tak samo jak wszystkich przepływających tam rzek, wskutek częstych powodzi nawiedzających ten rejon ulega nieustannym zmianom. Na początku XVIII wieku, kiedy pojawili się tam pierwsi rosyjscy osadnicy i założyli swój pierwszy posterunek (ostróg) – Bolszerieckij Ostrog – znajdował się on na północnym brzegu rzeki Bolszaja; obecnie koryto tej rzeki przesunęło się o kilka kilometrów na zachód, a jej dawnym korytem płynie Golcowka, przez co pozostałości dawnego ostroga znajdują się na obecnym północnym brzegu Golcowki.